# Vésigneul-sur-Marne
Vésigneul-sur-Marne és un municipi francès, situat al departament del Marne i a la regió del Gran Est. L'any 2007 tenia 272 habitants.

## Demografia

### Població
El 2007 la població de fet de Vésigneul-sur-Marne era de 272 persones. Hi havia 92 famílies, de les quals 12 eren unipersonals (8 homes vivint sols i 4 dones vivint soles), 24 parelles sense fills, 48 parelles amb fills i 8 famílies monoparentals amb fills.
La població ha evolucionat segons el següent gràfic:
Habitants censats

### Habitatges
El 2007 hi havia 93 habitatges, 89 eren l'habitatge principal de la família, 2 eren segones residències i 2 estaven desocupats. Tots els 91 habitatges eren cases. Dels 89 habitatges principals, 81 estaven ocupats pels seus propietaris, 5 estaven llogats i ocupats pels llogaters i 3 estaven cedits a títol gratuït; 1 tenia una cambra, 7 en tenien tres, 15 en tenien quatre i 66 en tenien cinc o més. 86 habitatges disposaven pel capbaix d'una plaça de pàrquing. A 23 habitatges hi havia un automòbil i a 63 n'hi havia dos o més.

### Piràmide de població
La piràmide de població per edats i sexe el 2009 era:
| Homes | Edats   | Dones |
| ----- | ------- | ----- |
| 0     | 95 o +  | 0     |
| 0     | 90 a 94 | 0     |
| 0     | 85 a 89 | 0     |
| 0     | 80 a 84 | 0     |
| 4     | 75 a 79 | 0     |
| 4     | 70 a 74 | 12    |
| 0     | 65 a 69 | 0     |
| 0     | 60 a 64 | 0     |
| 4     | 55 a 59 | 4     |
| 4     | 50 a 54 | 8     |
| 12    | 45 a 49 | 4     |
| 12    | 40 a 44 | 16    |
| 16    | 35 a 39 | 12    |
| 8     | 30 a 34 | 4     |
| 4     | 25 a 29 | 8     |
| 8     | 20 a 24 | 12    |
| 8     | 15 a 19 | 20    |
| 12    | 10 a 14 | 4     |
| 24    | 5 a 9   | 8     |
| 0     | 0 a 4   | 4     |

## Economia
El 2007 la població en edat de treballar era de 184 persones, 154 eren actives i 30 eren inactives. De les 154 persones actives 144 estaven ocupades (77 homes i 67 dones) i 10 estaven aturades (8 homes i 2 dones). De les 30 persones inactives 11 estaven jubilades, 14 estaven estudiant i 5 estaven classificades com a «altres inactius».

### Ingressos
El 2009 a Vésigneul-sur-Marne hi havia 86 unitats fiscals que integraven 240,5 persones, la mediana anual d'ingressos fiscals per persona era de 20.416 €.

### Activitats econòmiques
Dels 6 establiments que hi havia el 2007, 2 eren d'empreses de construcció, 1 d'una empresa de comerç i reparació d'automòbils, 2 d'empreses de transport i 1 d'una empresa classificada com a «altres activitats de serveis».
L'únic servei als particulars que hi havia el 2009 era una lampisteria.
L'any 2000 a Vésigneul-sur-Marne hi havia 8 explotacions agrícoles que ocupaven un total de 500 hectàrees.

## Equipaments sanitaris i escolars
El 2009 hi havia una escola elemental.

## Poblacions més properes
El següent diagrama mostra les poblacions més properes.